# Menegazzia eperforata
Menegazzia eperforata är en lavart som beskrevs av P. James & D. J. Galloway. Menegazzia eperforata ingår i släktet Menegazzia och familjen Parmeliaceae.   Inga underarter finns listade i Catalogue of Life.

## Källor

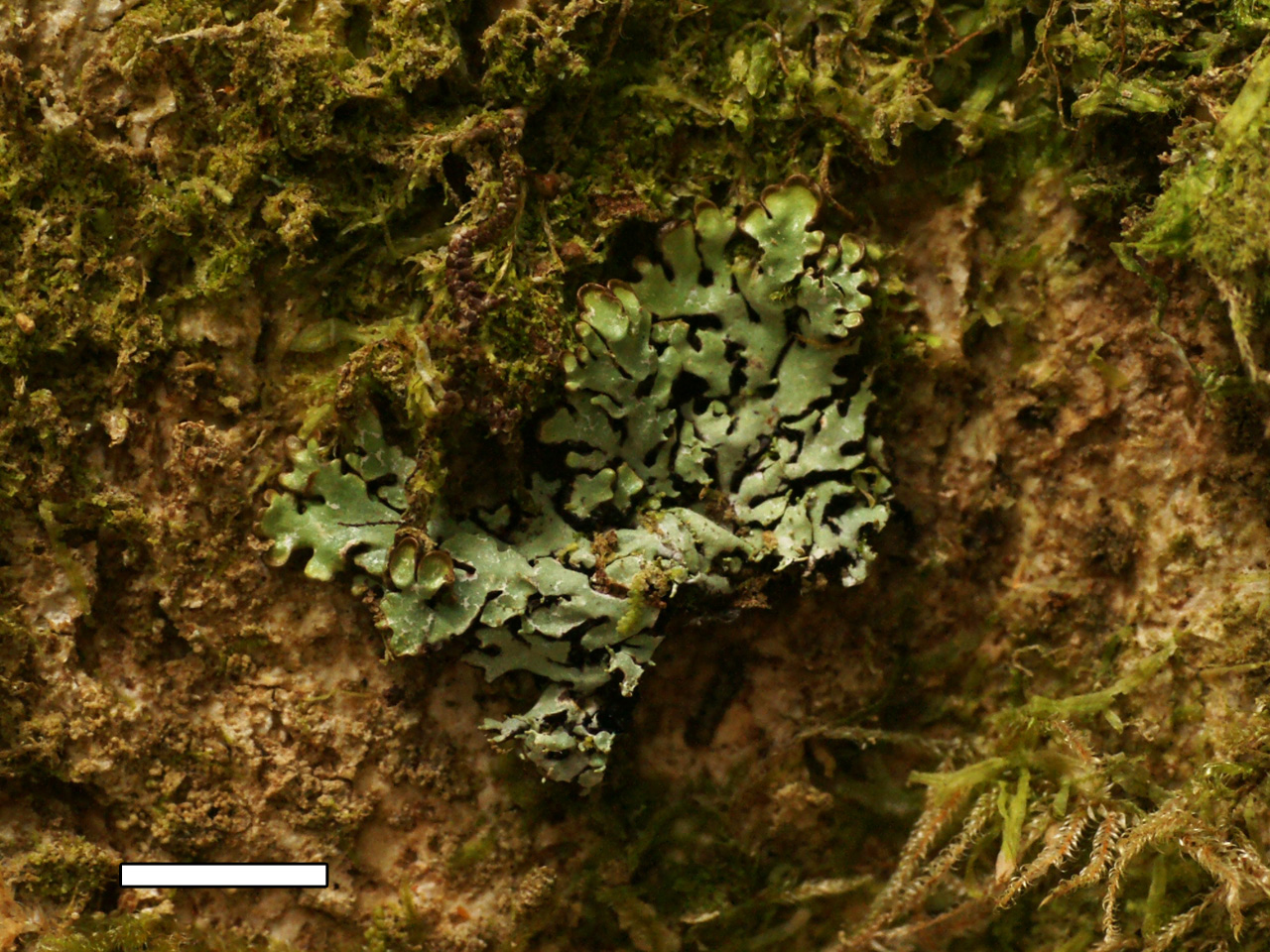